# Martin Annen
Martin Annen, född den 12 februari 1974 i Zug, Schweiz, är en schweizisk bobåkare.
Han tog OS-brons i herrarnas tvåmanna i samband med de olympiska bobtävlingarna 2002 i Salt Lake City.
Han tog därefter OS-brons igen i samma gren och även OS-brons i herrarnas fyrmanna i samband med de olympiska bobtävlingarna 2006 i Turin.